# Nuevo México, Tecpatán
Nuevo México är en ort i Mexiko.   Den ligger i kommunen Tecpatán och delstaten Chiapas, i den sydöstra delen av landet, 600 km öster om huvudstaden Mexico City. Nuevo México ligger 101 meter över havet och antalet invånare är 512.
Terrängen runt Nuevo México är kuperad norrut, men söderut är den platt. Nuevo México ligger nere i en dal. Runt Nuevo México är det ganska glesbefolkat, med 42 invånare per kvadratkilometer. Närmaste större samhälle är Raudales Malpaso, 3,5 km sydväst om Nuevo México. I omgivningarna runt Nuevo México växer huvudsakligen savannskog.